# Slagorden ved Operation Downfall
Slagordenen ved Operation Downfall er en liste over de enheder, der var planlagt til at deltage i Operation Downfall, de Allieredes invasion af Japan, omkring oktober 1945.

## Slagorden ved OperationOlympic

### De Allierede
- USA
  - Sixth Army (dansk: 6. armé, general Walter Krueger)
    - Yakushima og Koshikijimaøerne — 40th Infantry Division (dansk: 40. infanteridivision, brigadegeneral Donald Myers, 22.000 mand)
    - Tanegashima — 158th Infantry Regiment (dansk: 158. infanteriregiment, brigadegeneral Hanford MacNider, 7.600 mand)
    - Miyazaki — I Corps (dansk: 1. korps, generalmajor Innis P. Swift, 95.000 mand):
      - 25th Infantry Division, 33rd Infantry Division og 41st Infantry Division (dansk: 25. infanteridivision, 33. infanteridivision, 41. infanteridivision)

    - Ariake — XI Corps (dansk: 11. korps, generalmajor Charles P. Hall, 113.000 mand):
      - 1st Cavalry Division, 43d Infantry Division, Americal Division, 112th Cavalry Regiment (dansk: 1. kavaleridivision, 43. infanteridivision, Americal-divisionen, 112. kavaleriregiment)

    - Kushikino — V Amphibious Corps (dansk: 5. ampfibiekorps, generalmajor Harry Schmidt, 99.000 mand):
      - 2nd Marine Division, 3rd Marine Division og 5th Marine Division (dansk: 2. marinedivision, 3. marinedivision, 5. marinedivision)

    - 6th Army-reserver — IX Corps (dansk: 9. korps, generalmajor Charles W. Ryder, 79.000 mand):
      - 77th Infantry Division, 81st Infantry Division og 98th Infantry Division (dansk: 77. infanteridivision, 81. infanteridivision, 98. infanteridivision)

    - 11th Airborne Division (dansk: 11. luftbårne division, generalmajor Joseph M. Swing, 15.000 mand)

- - Third Fleet (dansk: 3. flåde, admiral William F. Halsey):
    - 20 hangarskibe og lette hangarskibe
    - 9 slagskibe
    - 26 store krydsere, krydsere, lette krydsere og antiluftskytskrydsere
    - 75 destroyere

- - Fifth Fleet (dansk: 5. flåde, admiral Raymond A. Spruance):
    - 36 eskortehangarskibe
    - 11 slagskibe
    - 26 krydsere og lette krydsere
    - 387 destroyere
    - 394 transportskibe
    - 977 landgangsfartøjer (LSD, LSM, LST og LSV)

- - Seventh Fleet (dansk: 7. flåde, admiral Thomas C. Kinkaid):

- - Far East Air Force (dansk: Fjernøstlige luftstyrker, general George C. Kenney, 119.000 mand):
    - Fifth, Seventh og Thirteenth Air Forces (dansk: 5., 7 og 13. luftstyrker)
      - 14 bombegrupper
      - 10 jagergrupper

- - U.S. Army Strategic Air Forces (general Carl A. Spaatz og generalmajor Curtis LeMay)
    - Twentieth Air Force (dansk: 20. luftstyrke, generalløjtnant Nathan Twining, 77.000 mand)
      - 1.000 B-29 Superfortress

    - Eighth Air Force (dansk: 8. luftstyrke, generalløjtnant Jimmy Doolittle)

- Britiske Commonwealth
  - British Pacific Fleet (dansk: britiske stillehavsflåde, opererede som en del af Third Fleet (dansk: 3. flåde)):
    - 6 hangarskibe

  - Tiger Force (udskilt fra RAF Bomber Command):
    - 480-580 Avro Lincoln-bombefly (omkring halvdelen skulle bruges som tankfly)

  - First Tactical Air Force (dansk: australske 1. taktiske luftstyrke)
    - 20 jager-/jagerbombereskadriller fra Royal Australian Air Force

### Japan
- - 16. områdearmé (generalløjtnant Yokoyama Isamu, 600.000 mand)
    - Nordlige Kyushu – 56. armé:
      - 145. division, 312. division, 351. division og 124. brigade;
      - 57. division (20.000 mand), 4. panserbrigade[1]

    - Sydøstlige Kyushu – 57. armé (generalløjtnant Nishihara Kanji) (150.000 mand):
      - Tanegashima – 109. brigade (5.900 mand)
      - Miyazaki – 154. division, 156. division, 212. division[1] (55.000 mand)
      - Ariake – 86. division, 98. brigade, 1 regiment, 3 infanteribataljon (29.000 mand)
      - 25. division, 5. panserbrigade, 6. panserbrigade[1]

    - Sydvestlige Kyushu – 40. armé (generalløjtnant Nakazawa Mitsuo) (85.000 mand):
      - 303. division (12.000 mand) (Satsumasendai): 206. division, (Fukiage): 146. division, 125. brigade, (sydlige Satsumahalvøen): 77. division,[1] 1 panserregiment

    - 216. division,[1] 4 brigader

- - 5.000 fly angivet som kamikaze, 5.000 fly til rådighed til kamikazetjeneste, 7.000 fly med behov for reparation

- - 100 Koryu-klasse dværgubåde, 250 Kairyu-klasse dværgubåde, 400 Kaiten bemandede torpedoer og 800 Shinyo selvmordsbåde.

## Slagorden ved OperationCoronet

### De Allierede
- USA
  - First Army (dansk: 1. armé, general Courtney H. Hodges):
    - III Amphibious Corps (dansk: 3. ampfibiekorps):
      - 1st Marine Division, 4th Marine Division og 6th Marine Division (dansk: 1. marinedivision, 4. marinedivision, 6. marinedivision)

    - XXIV Corps (dansk: 24. korps):
      - 7th Infantry Division, 27th Infantry Division og 96th Infantry Division (dansk: 7. infanteridivision, 27. infanteridivision, 96. infanteridivision)

    - Opfølgende korps:
      - 5th Infantry Division, 44th Infantry Division og 86th Infantry Division (dansk: 5. infanteridivision, 44. infanteridivision, 86. infanteridivision)

- - Eighth Army (dansk: 8. armé, generalløjtnant Robert L. Eichelberger):
    - X Corps (dansk: 10. korps):
      - 24th Infantry Division, 31st Infantry Division og 37th Infantry Division (dansk: 24. infanteridivision, 31. infanteridivision, 37. infanteridivision),

    - XIII Corps (dansk: 13. korps):
      - 13th Armored Division, 20th Armored Division (dansk: 13. panserdivision, 20. panserdivision)

    - XIV Corps (dansk: 14. korps):
      - 6th Infantry Division, 32nd Infantry Division og 38th Infantry Division (dansk: 6. infanteridivision, 32. infanteridivision, 38. infanteridivision)

    - Opfølgende korps:
      - 4th Infantry Division, 8th Infantry Division og 87th Infantry Division (dansk: 4. infanteridivision, 8. infanteridivision, 87. infanteridivision)

- - Army Forces Pacific Reserve (dansk: Hærstyrkerne Stillehavsreserven):
    - 97th Infantry Division (dansk: 97. infanteridivision)
    - Opfølgende korps:
      - 2nd Infantry Division, 28th Infantry Division og 35th Infantry Division (dansk: 2. infanteridivision, 28. infanteridivision, 35. infanteridivision)

    - Opfølgende korps:
      - 91th Infantry Division, 95th Infantry Division og 104th Infantry Division (dansk: 91. infanteridivision, 95. infanteridivision, 104. infanteridivision)

    - 11th Airborne Division (dansk: 11. luftbårne division)

- Britiske Commonwealth
  - Commonwealth Corps, (generalløjtnant Charles Keightley):
    -       - Britiske 3rd Infantry Division, 6th Canadian Infantry Division og den australske 10th Division

### Japan
- 12 divisioner (560.000 mand) (pr. august 1945)